# Cyathea srilankensis
Cyathea srilankensis là một loài dương xỉ trong họ Cyatheaceae. Loài này được Ranil mô tả khoa học đầu tiên năm 2010.
Danh pháp khoa học của loài này chưa được làm sáng tỏ. 